# Angel Airlines
Angel Airlines – była prywatna rumuńska linia lotnicza z bazą w porcie lotniczym Băneasa, która rozpoczęła działalność w 2001 roku. Firma działała w latach 2001–2004.

## Trasy
Linie Angel Airlines latały z Bukaresztu do następujących miejsc:
- Oradea
- Arad
- Baia Mare
- Satu Mare
- Jassy
- Suczawa
- Sybin
- Târgu Mureș
- Konstanca

## Flota
Flota Angel Airlines składała się z dwóch samolotów BAe Jetstream 31.